# Suimanga de ventre olivaci
El suimanga de ventre olivaci(Cinnyris chloropygius) és una espècie d'ocell de la família dels nectarínids (Nectariniidae) que habita zones boscoses de l'Àfrica occidental i oriental, des del Senegal, cap a l'est fins a Kenya occidental, i cap al sud fins al centre de la República Democràtica del Congo i el nord d'Angola.